# Cadaveria (band)
 For alternative betydninger, se Cadaveria. (Se også artikler, som begynder med Cadaveria)
Cadaveria er et ekstremmetal band fra Italien. Det blev grundlagt i 2001 af sangerinden Cadaveria efter at hun havde forladt Opera IX.